# Saltator atriceps
Saltator atriceps là một loài chim trong họ Thraupidae.